# 伊莎貝爾·圭亞洛
伊莎貝爾·圭亞洛（1990年4月8日—）是一名安哥拉手球運動員，曾代表國家參加2012年倫敦奧運的女子手球比賽，並未獲得獎牌。